# Левесон-Гоуэр, Гренвиль, 3-й граф Гренвиль
Гренвиль Левесон-Гоуэр (англ. Granville George Leveson-Gower, 3rd Earl Granville; 4 марта 1872 — 21 июля 1939) — британский дипломат.
Внук 1-го графа Гренвиля.
Обучался в Итоне. На дипломатической службе с 1893 года.
В 1916—1917 годах — посланник Великобритании в Греции, в 1921—1926 годах — в Дании, в 1928—1933 годах — в Бельгии.
Жена (с 1900 года): Нина Айеша Бэринг (Nina Ayesha Baring), племянница 1-го графа Кромера. Детей не было.